# Rosenhof (Hohenberg-Krusemark)
Rosenhof ist ein Ortsteil der Gemeinde Hohenberg-Krusemark im Landkreis Stendal, Sachsen-Anhalt.

## Geographie
Die Gutssiedlung Rosenhof liegt 7 Kilometer nordöstlich von Hohenberg-Krusemark, 3 Kilometer südwestlich von Sandau (Elbe) direkt am Biosphärenreservat Mittelelbe an der Elbe in der Altmark.
Nachbarorte sind die Wüstung Käcklitz und der Büttnershof im Nordwesten, die Anlegestelle der Motor- und Gierseilfähre Sandau (Elbe) mit dem früheren Wirtshaus Fährhof im Norden, Osterholz im Süden sowie Kirch-Polkritz und Schweinslust im Südwesten.

## Geschichte

### Mittelalter bis Neuzeit
Im Jahre 1480 wurde der Rosenhof als tom Rosenhaue in erstmals einer Urkunde aufgeführt. Ein dort genannter Zeuge Clawes pywerling, also Claus Pieverling, stammte vom Hof. Weitere Nennungen sind 1540 zu rosenhoue und 1608 Drey Höfe werdenn genennett die Rosennhöfe. 1804 war das adlige Gut Rosenhof nach Käcklitz eingepfarrt. 1842 hieß es: Der Boden ist fruchtbar und besonders zum Obstbau, der stark betrieben wird, geeignet. Ab 1885 gehörten die Wohnplätze Käcklitz und der Fährkrug bei Sandauerholz zum Gutsbezirk Rosenhof.
1819 hatte Friedrich Himburg das Gut erworben, welches später verpachtet wurde. 1945 wurde das Rittergut Rosenhof enteignet. Das Gutshaus wurde 1945 abgerissen. Aus der Bodenreform entstand das Gemeinschaftswerk Osterholz-Rosenhof mit 994,6 Hektar Fläche.

### Eingemeindungen
Ursprünglich gehörte das Gut Rosenhof zum Arneburgischen Kreis der Mark Brandenburg in der Altmark. Zwischen 1807 und 1813 lag es im Kanton Werben auf dem Territorium des napoleonischen Königreichs Westphalen. Nach weiteren Änderungen gehörte das Gut ab 1816 zum Kreis Osterburg, dem späteren Landkreis Osterburg.
Am 17. Oktober 1928 erfolgte die Zusammenlegung des größten Teils des Gutsbezirkes Rosenhof mit dem Gutsbezirk Osterholz aus dem Landkreis Osterburg zu einer Landgemeinde Osterholz mit Ausnahme des Fährkruges, der mit der Landgemeinde Sandauerholz vereinigt wurde. Somit kam Käcklitz zu Osterholz.
Am 1. Januar 1969 wurde die Gemeinde Osterholz mit dem Ortsteil Rosenhof nach Altenzaun eingemeindet. Am 1. Januar 2009 erfolgte der Zusammenschluss der Gemeinden Altenzaun und Hohenberg-Krusemark mit seinen Ortsteilen zur neuen Verbandsgemeinde Hohenberg-Krusemark. Die Ortsteile Osterholz und Rosenhof der früheren Gemeinde Altenzaun wurden im Vertrag nicht aufgeführt, jedoch die zugehörigen Flurnummern aus dem Kataster, so dass Osterholz und Rosenhof ebenfalls Ortsteile von Hohenberg-Krusemark wurden.

### Einwohnerentwicklung
| Jahr | Einwohner |
| ---- | --------- |
| 1772 | 24        |
| 1790 | 44        |
| 1801 | 56        |
| 1818 | 50        |
| 1840 | 51        |
| 1864 | 81        |

| Jahr | Einwohner |
| ---- | --------- |
| 1871 | 091       |
| 1885 | 100       |
| 1895 | 078       |
| 1905 | 100       |
| 2014 | [00]014   |
| 2015 | [00]014   |

| Jahr | Einwohner |
| ---- | --------- |
| 2017 | [00]14    |
| 2018 | [00]14    |
| 2020 | [00]14    |
| 2021 | [00]14    |
| 2022 | [0]15     |
| 2023 | [0]14     |

Quelle wenn nicht angegeben:

## Religion
Die evangelischen Christen aus Rosenhof gehörten anfangs zur Kirchengemeinde Käcklitz und später zu Polkritz, der heutigen Kirchengemeinde Schwarzholz, die beide früher zur Pfarrei Polkritz bei Hohenberg gehörten.
Die Evangelischen aus Rosenhof gehören mit der Kirchengemeinde Schwarzholz seit dem 1. Januar 2005 zum Kirchspiel Walsleben und damit heute zum Pfarrbereich Königsmark im Kirchenkreis Stendal im Bischofssprengel Magdeburg der Evangelischen Kirche in Mitteldeutschland.